# ОКО
ОКО (рос. ОКО) — комплекс будівель у Москва-Сіті, побудований на ділянці 16, що розділено на 2 секції (16a та 16b) та автостоянку. Саме слово «око» означає «око» та абревіатура від «об'єднані кристалом підмурівок» (рос. объединённые кристаллом основания). Південна вежа є другою найвищою будівлею у Європі. Уряд Москви купив у «Capital Group» 55 000 м² у вежі «Око» . 
Найвища ковзанка у Європі відкрилася на даху вежі «ОКО» у грудні 2016 року.

## Хід будівництва
- 15 жовтня 2012 року:
  - Північна вежа — побудовано 13 поверхів.
  - Південна вежа — побудовано 11 поверхів.
- 6 травня 2013 року:
  - Північна вежа — побудовано 35 поверхів.
  - Південна вежа — побудовано 40 поверхів.
- 22 червня 2013 року:
  - Північна вежа — побудовано 39 поверхів.
  - Південна вежа — побудовано 46 поверхів.
- 10 січня 2014 року:
  - Північна вежа — будівлю закінчено, але не засклено на верхніх поверхах.
  - Південна вежа — побудовано 65 поверхів.
- 1 листопада 2015 року:
  - Південна вежа — побудовано усі 85 поверхів, будівля у експлуатації.
- 2016 рік — відкриття стоянки біля готелю.
- Липень 2016 року — дві вежі та паркінг здано у експлуатацію.